# Reinhold Mitterlehner
Reinhold Mitterlehner (ur. 10 grudnia 1955 w Helfenbergu) – austriacki prawnik i polityk. Od 2008 do 2017 minister gospodarki, od 2014 do 2017 wicekanclerz i przewodniczący Austriackiej Partii Ludowej, w maju 2016 pełniący obowiązki kanclerza Austrii.

## Życiorys
Po odbyciu służby wojskowej podjął studia prawnicze na Uniwersytecie w Linzu, które ukończył w 1980. Do 1992 pracował jako dyrektor ds. marketingu w izbie gospodarczej regionu Górna Austria. Następnie przez osiem lat zajmował stanowisko sekretarza generalnego Österreichischer Wirtschaftsbund, organizacji gospodarczej afiliowanej przy Austriackiej Partii Ludowej (ÖVP). Od 2000 do 2008 był zastępcą sekretarza generalnego Austriackiej Federalnej Izby Gospodarczej.
W latach 1991–1997 był radnym w miejscowości Ahorn. W 2002 objął kierownictwo struktur partyjnych w powiecie Rohrbach. W 2000 po raz pierwszy objął mandat posła do Rady Narodowej XXI kadencji. Od tego czasu z listy ÖVP był wybierany do niższej izby austriackiego parlamentu w kolejnych wyborach (2002, 2006, 2008 i 2013).
2 grudnia 2008 został ministrem gospodarki i pracy w rządzie Wernera Faymanna. 1 lutego 2009 przeszedł na stanowisko ministra gospodarki, rodziny i młodzieży, a 1 marca 2014 na funkcję ministra nauki, badań naukowych i gospodarki. 1 września 2014 po dymisji złożonej przez Michaela Spindeleggera objął dodatkowo urząd wicekanclerza. 8 listopada tegoż roku zastąpił go dodatkowo na funkcji lidera Austriackiej Partii Ludowej. 9 maja 2016, po przyjęciu dymisji Wernera Faymanna, prezydent Austrii Heinz Fischer powierzył mu tymczasowo funkcję kanclerza Austrii. Pełnił tę funkcję do 17 maja 2016, gdy zaprzysiężono nowego socjaldemokratycznego kanclerza Christiana Kerna, w którego gabinecie jako lider chadeckich koalicjantów pozostał wicekanclerzem i ministrem gospodarki.
10 maja 2017 zrezygnował z kierowania partią, zadeklarował też odejście z rządu, wzywając do przeprowadzenia przedterminowych wyborów. Tydzień później zakończył pełnienie funkcji rządowych.

## Odznaczenia
- Wielka Złota na Wstędze Odznaka Honorowa za Zasługi dla Republiki Austrii (2011)[4]
- Order Przyjaźni (Rosja, 2016)[5]